# Head on Collision
Head on Collision — другий сингл з третього студійного альбому Sticks and Stones американського поп-панк гурту New Found Glory. Виданий 15 жовтня 2002 року на лейблі Drive-Thru Records/MCA. Досягнув 28-го місця в Billboard Modern Rock Tracks. Гурт All Time Low запозичив свою назву з тексту пісні.

## Список пісень
Автор музики і слів New Found Glory. 
| New Found Glory | New Found Glory                                | New Found Glory |
| #               | Назва                                          | Тривалість      |
| --------------- | ---------------------------------------------- | --------------- |
| 1.              | «Head on Collision»                            |                 |
| 2.              | «Head on Collision (Radio Session)»            |                 |
| 3.              | «Something I Call Personality (Radio Session)» |                 |
| 4.              | «Head on Collision»                            |                 |
| 5.              | «Understatement»                               |                 |